# Baseball- und Softballverband Berlin/Brandenburg
Der Baseball- und Softballverband Berlin/Brandenburg (BSVBB) ist der für Berlin und Brandenburg zuständige Landesverband des Deutschen Baseball und Softball Verbandes (DBV). In ihm sind 12 Baseball- und Softballvereine organisiert. Gegründet wurde der BSVBB 1988 als Berliner Baseball- und Softballverband (BBSV); die Erweiterung auf Brandenburg erfolgte 1991. Vereinssitz ist Berlin.

## Spielbetrieb
Der BSVBB ist für die Organisation des Spielbetriebs unterhalb der drei DBV-Ligen zuständig. Die Softball Verbandsliga Nord wird zusammen mit Niedersachsen/Bremen und Schleswig-Holstein/Hamburg ausgerichtet, die Verbandsliga im Baseball gemeinsam mit dem Mitteldeutschen Baseball- und Softballverband.
Ligastruktur Baseball:
- Verbandsliga Baseball (VLBB; mit MBSV)
- Landesliga Baseball (LL)
- Bezirksliga Baseball (BzL)
- Juniorenliga Baseball (Jun)
- Jugendliga Baseball (Jug)
- Jugendaufbauliga Baseball (JugA)
- Schülerliga Baseball (Sch)
- Tossballliga Baseball (Toss)
- Kinderliga Baseball (Kind)

Ligastruktur Softball:
- Softball Verbandsliga Nord (SBVLN; mit NBSV/SHBV/HBV)
- Verbandsliga Softball (VLSB)
- Juniorenliga Softball (JunSB)
- Mixed Softball League Berlin (MSL Berlin; außerhalb des BSVBB) - Fast Pitch
- Diplomatic Softball League (DSL)[4] - Mixed Slow Pitch

## Vereine
mit Kürzel und Gründungsjahr
- TiB Berlin Skylarks (BEA; 1990 als Rangers, 2016 umbenannt in Braves)
- SCC Berlin Challengers (BEC; 1985)
- Berlin Dragons (DRA; 1996 im Spandauer SV)
- Berlin Flamingos (FLA; 1990 im Frohnauer SC; auch 2. Baseball-Bundesliga)
- SCJFKS Berlin Rams (BJR; 2010)
- NSF Berlin Ravens/Roosters (BER; 1989)
- TSV Ausbau Berlin Roadrunners (BWP; 1995)
- SV 1892 Berlin Sliders (SLI; 1992)
- Berlin Sluggers (BES; 1985; auch 2. Baseball-Bundesliga)
- Berlin Wizards (BEW; 1989; auch 2. Baseball-Bundesliga)
- Mahlow Eagles (MEG; 2011)
- Potsdam Porcupines (POT; 1997)

Ehemaliger Verein:
- Cottbus Graduates
- Frankfurt/Oder Bandits
- Fürstenwalde Red Eagles

## Verbandsmeister
der letzten Jahre:
Verbandsliga Baseball
- 2016 Berlin Braves
- 2017 Berlin Wizards
- 2018 Berlin Flamingos II
- 2019 Berlin Flamingos II
- 2021 Berlin Skylarks

Verbandsliga Softball
- 2013 SCC Challengers
- 2014 SCC Challengers
- 2015 SCC Challengers
- 2016 SCC Challengers
- 2017 SCC Challengers
- 2018 SCC Challengers
- 2019 SCC Challengers